# Persona humana
Persona humana (lateinisch für Die menschliche Person) ist eine Erklärung der Kongregation für die Glaubenslehre vom 29. Dezember 1975, in der die Grundlagen der Sexuallehre der katholischen Kirche entfaltet werden. Darin wird die Sexualität des Menschen als zentrales Element der menschlichen Persönlichkeit behandelt, weil sie dem menschlichen Leben die grundsätzlichen differenzierenden Charaktereigenschaften verleiht. Der Grundgedanke trägt sich aus der in der Erklärung Dignitatis humanae des Zweiten Vatikanischen Konzils festgestellten Beobachtung: „Gott macht den Menschen seines Gesetzes teilhaftig, so daß der Mensch unter der sanften Führung der göttlichen Vorsehung die unveränderliche Wahrheit mehr und mehr zu erkennen vermag.“ Da dieses „göttliche Gesetz für unsere Erkenntnis zugänglich“ ist, könnten moralische Bewertungen nicht nur aus persönlichen Launen getroffen werden. Die Erklärung beschäftigt sich mit vorehelichem Sexualverkehr, Homosexualität und Masturbation.
Aus der Finalität (Zeugung) erhalte der Akt der leiblichen Hingabe seine Würde. Daher stehe Homosexualität im Widerspruch zur Funktion der Sexualität in der natürlichen Ordnung, wie sie die Kirche in der Naturrechtslehre des Thomas von Aquin lehre. Daher seien „homosexuellen Handlungen in sich nicht in Ordnung“ und ihre Akzeptanz widerspreche der kirchlichen Lehre und der Moral. Konstitutiv gehöre zur natürlichen Ordnung die Verschiedenheit der Geschlechter. Die Geschlechtslust sei dann ungeordnet, „wenn sie um ihrer selbst willen angestrebt und dabei von ihrer inneren Hinordnung auf Weitergabe des Lebens und auf liebende Vereinigung losgelöst wird.“ Danach finde die Sexualität ihren Sinn und ihre Würde nur in der Ehe und nur dann, wenn sie grundsätzlich auf Fortpflanzung ausgerichtet ist.
Bezug genommen wird auf eine Unterscheidung zwischen Menschen, „deren Neigung sich von einer falschen Erziehung, von mangelnder sexueller Reife“ oder anderen nicht-biologisch begründeten und als heilbar bezeichneten Ursachen herleitet und solchen, „die durch eine Art angeborenen Trieb oder durch eine pathologische Veranlagung“ unheilbar homosexuell sind. Die Meinung, dass diese zweite Kategorie aufgrund ihrer natürlichen Ursache „als Rechtfertigungsgrund für ihre homosexuellen Beziehungen in einer eheähnlichen aufrichtigen Lebens- und Liebesgemeinschaft“ angesehen werden kann, wird abgelehnt, weil eine moralische Rechtfertigung nicht allein davon abhängen kann, dass die „Handlungen als mit ihrer persönlichen Verfassung übereinstimmend erachtet würden“, während sie nach der „objektiven sittlichen Ordnung“ „ihrer wesentlichen und unerläßlichen Regelung beraubt“ seien.
Dass Homosexualität als „Anomalie“ bezeichnet wird, unter der Homosexuelle „leiden“, kritisiert Jeffrey Siker als negative sprachliche Konnotation und zeichnet einen Kontrast zu neutraleren oder gar positiven Interpretationen homosexueller Orientierung im darauf folgenden Jahrzehnt.
Im Schreiben der Kongregation für die Glaubenslehre an die Bischöfe der katholischen Kirche über die Seelsorge für homosexuelle Personen von 1986 weist Joseph Ratzinger darauf hin, dass die Beschreibung homosexueller Handlungen als intrinsisch ungeordnet („in sich nicht in Ordnung“) teilweise missinterpretiert wurde, als dass homosexuelle Neigungen „als indifferent oder sogar gut“ hingestellt würden. Dies sei jedoch eine „über die Maßen wohlwollende Auslegung“ und es wird klargestellt, dass auch homosexuelle Neigungen bereits „objektiv ungeordnet“ seien. Diese Formulierung wurde auch im Katechismus übernommen.